# 社 (聚落組織)
社是中国传统的地域性基层聚落组织。
“社”最初指社神，即与土地相关的自然崇拜对象。祭祖表示血缘联系，而祭社则表示地缘联系。不同的地缘群体在不同的层级上普遍立社，如《礼记·祭法》说：“王为群姓立社，曰大社；诸侯为百姓立社，曰国社；诸侯自为立社，曰侯社；大夫以下成群立社，曰置社。”祭祀同一个社神的成员，逐渐形成了一定的地缘组织，即作为社区、聚落的社。
社有两套系统。一套是在元代以后，社成为国家设置的地缘性基层行政或税收组织，主事劝课农桑、教化社会，实际上就是里甲制度中的“里”，故亦称“里社”。另一套系统则是继承古代的、以祭祀为核心、兼有其他社会功能的“民俗聚落”。祭祀的时间在社日、尤其是春社，祭祀活动称为社祭，而后发展为祭祀让位于娱乐表演或地域组织让位于特定结社组织的社火。
社一直存在到20世纪中叶，在新的多职能基层管理组织建立后才逐渐终结。